# Хрисант Варненски
Хрисант (на гръцки: Χρύσανθος, Хрисантос) е православен духовник, митрополит на Вселенската патриаршия.

## Биография
Той служи като Велик протосингел на Вселенската патриаршия. През февруари 1798 е избран и по-късно ръкоположен за созополски митрополит. От 1806 до 1817 година е варненски митрополит. От юли 1817 година е драмски митрополит, но умира през септември 1817 година „от лошо здраве“, преди да успее да се премести в новата си епархия.